# 熊皓
熊皓（1964年8月—），男，汉族，江西余江人，中华人民共和国政治人物。现任民革江西省委主委，江西省政协常委。第十四届全国政协委员。